# Ruhollah
Ruhollah (persisch روح‌الله, DMG Rūḥollāh, ‚Geist Gottes‘, [ruːholˈlɑːh]), auch Rouhollah, Roohollah, Roholla, Ruhallah usw., ist ein persischer Vorname.

## Namensträger
- Ruhollah Chomeini (1902–1989), iranischer Ajatollah, politischer und religiöser Führer
- Rouhollah Emami (1941–1999), iranischer Filmeditor und Filmregisseur
- Roohollah Amiri, iranischer Teppichhändler und Emigrant, Vater von Natalie Amiri (* 1978)
- Ruhollah Zam (1978–2020), iranischer Journalist, Blogger und Regimekritiker
- Rouhollah Dadashi (1982–2011), iranischer Powerlifter, Bodybuilder und Strongman
- Rouhollah Askari (* 1982), iranischer Hürdenläufer
- Rohullah Kazimi (* 1987), afghanisch-deutscher Künstler
- Roholla Iqbalzadeh (* 1994), norwegisch-afghanischer Fußballspieler